# Cinètica de Michaelis-Menten
La cinètica de Michaelis-Menten descriu la velocitat de reacció de moltes reaccions enzimàtiques. El seu nom és en honor de Leonor Michaelis i Maud Menten. Aquest model només és vàlid quan la concentració del substrat és major que la concentració de l'enzim, i per a condicions d'estat estacionari, o sigui que la concentració del complex enzim-substrat és constant.

## Determinació de constants

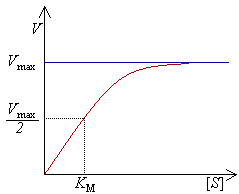
Diagrama de velocitat de reacció i constant de Michaelis-Menten.

Per determinar la velocitat màxima d'una reacció enzimàtica, la concentració de substrat ([S]) és augmentada fins a aconseguir una velocitat constant de formació de producte. Aquesta és la velocitat màxima (Vmàx) de l'enzim. En aquest cas, els llocs actius de l'enzim estan saturats amb substrat.

## Velocitat de reacció/velocitat V
La velocitat V indica el nombre de reaccions per segon que són catalitzades per un enzim. Amb concentracions creixents de substrat[S], l'enzim va acostant-se asimptòticament a la seva velocitat màxima Vmàx, però mai hi acaba d'arribar. Per aquesta raó, no hi ha un [S] determinat per a la Vmàx. De totes maneres, el paràmetre característic de l'enzim està definit per la concentració de substrat a la qual s'arriba a la meitat de la velocitat màxima (Vmàx/2).

## Constant de Michaelis 'KM'
Llavors, encara que la concentració de susbtrat a Vmàx no pot ser medida exactament, els enzims poden ser caracteritzats per la concentració de substrat a la qual la velocitat de reacció és la meitat de la velocitat màxima. Aquesta concentració de substrat es coneix com a constant de Michaelis-Menten (KM).
Aquesta constant representa (per a enzims que exhibeixen una cinètica de Michaelis-Menten simple), la constant de dissociació (l'afinitat del complex enzim-substrat (ES) pel substrat). Valors baixos indiquen que el complex ES està unit molt fortament i rarament es dissocia sense que el substrat reaccioni per donar producte.
Així, per aquests casos, s'obtindrà una KM diferent, segons el substrat específic, en què actui cada enzim (com passa en el cas d'enzims que actuen en substrats anàlegs); i les condicions de reacció en què es realitzin les mesures.
Nota: KM només pot ésser utilitzada per a determinar l'afinitat d'un enzim per un substrat k2 és limitant de la velocitat, per exemple, k2 << k1 i KM esdevé k-1/k1. Generalment, k2 >> k1, o k2 i k1 són comparables.

## Equació
La derivació de Michaelis-Menten va ser descrita per Briggs i Haldane. S'obté de la següent manera:
Se suposa que la reacció enzimàtica és irreversible, i que el producte no es lliga amb l'enzim després de la reacció.
{\displaystyle E+S{\begin{matrix}k_{1}\\\longrightarrow \\\longleftarrow \\k_{-1}\end{matrix}}ES{\begin{matrix}k_{2}\\\longrightarrow \\\ \end{matrix}}E+P}
Seguint l'aproximació de l'estat estacionari, que assenyala que la concentració del complex enzim-substrat (ES) és petita i es manté quasi constant al llarg de la reacció enzimàtica:
{\displaystyle {\frac {d[ES]}{dt}}=k_{1}[E][S]-k_{-1}[ES]-k_{2}[ES]=0}
{\displaystyle [ES]={\frac {k_{1}[E][S]}{k_{-1}+k_{2}}}}
Es defineix:
{\displaystyle K_{m}={\frac {k_{-1}+k_{2}}{k_{1}}}}
Llavors:
{\displaystyle [ES]={\frac {[E][S]}{K_{m}}}} (1)

La velocitat de la reacció és:
{\displaystyle {\frac {d[P]}{dt}}=k_{2}[ES]} (2)
La concentració total de l'enzim:
{\displaystyle [E_{0}]=[E]+[ES]}
Conseqüentment:
{\displaystyle [E]=[E_{0}]-[ES]} (3)

Substituint (3) en (1) dona:
{\displaystyle [ES]={\frac {([E_{0}]-[ES])[S]}{K_{m}}}}

Reordenant:
{\displaystyle [ES]{\frac {K_{m}}{[S]}}=[E_{0}]-[ES]}
{\displaystyle [ES](1+{\frac {K_{m}}{[S]}})=[E_{0}]}
{\displaystyle [ES]=[E_{0}]{\frac {1}{1+{\frac {K_{m}}{[S]}}}}} (4)
Substituint (4) en (2) i multiplicant numerador i denominador per {\displaystyle [S]}: 
{\displaystyle {\frac {d[P]}{dt}}=k_{2}[E_{0}]{\frac {[S]}{K_{m}+[S]}}=V_{max}{\frac {[S]}{K_{m}+[S]}}}
Aquesta equació pot ser analitzada experimentalment amb una representació de Lineweaver-Burk o un diagrama d'Eadie-Hofstee.
- E0 és el total d'enzim. No es pràctic mesurar la quantitat de complex enzim-substrat durant la reacció, fet pel qual s'ha d'escriure en termes de quantitat total o inicial d'enzim, que és una quantitat coneguda.
- d[P]/dt o V0 és la velocitat de producció de producte.
- k2[E0] o Vmax és la velocitat màxima. k2 sovint és anomenada kcat.

S'ha de tenir en compte que [S] és gran comparada amb Km, [S]/(Km + [S]) tendeix a 1. La velocitat de formació de producte és igual a k2[E0] en aquest cas.
Quan [S] és igual a Km, [S]/(Km + [S]) val 0.5. En aquest cas, la velocitat de formació de producte és la meitat de la màxima(1/2 Vmàx). Graficant V0 contra [S], es pot determinar fàcilment Vmàx i Km. Això requereix una sèrie d'experiments a E0 constant i diferents concentracions de substrat [S].